# 이선 (가수)
이선(Yisun) 은 대한민국의 싱어송라이터 가수이다. 페퍼톤스의 정규 3집앨범 객원보컬로 데뷔하여 현재는 솔로 활동 중이다. 2014년 4월 17일 민트페이퍼의 신예중심 프로젝트 음반에 참여한 이후 2019년 sunwashere 라는 새로운 이름으로 첫 데뷔 싱글 ‘춤’을 발매했고, 뒤이어 ‘아무도 받지 않는 전화’, ‘밤과 낮(with 이이언)’ 등 꾸준히 음원을 발매하고 있다

## 앨범 목록
객원보컬 참여앨범
- 2009년 12월 17일 : 페퍼톤스 정규 3집앨범 Sounds Good!

참여앨범
- 2014년 4월 17일  : 민트페이퍼 신예중심 프로젝트 음반 bright #2

OST
- 2012년 8월 13일  :  MBC월화특별기획 골든타임 OST-Part.4

## 음원 목록
페퍼톤스 정규 3집앨범 Sounds Good
- Sing!(Vocal by 이선)
- 지금 나의 노래가 들린다면 (Vocal by 이선)
- Bike'09(Vocal by 이선)

민트페이퍼 신인발굴프로젝트앨범 bright #2
- 이사 (Feat. 이장원(페퍼톤스))

MBC월화특별기획 골든타임 OST-Part.4
- I'm in love with you

## 별명
홍대 주변에 거주하고 흰 피부를 가진 탓에 동료 뮤지션들에게 홍대백설기라는 별명을 얻었다. 그 외 랄라스윗의 김현아가 지어준 포미닛의 현아도 있다.

## 최근 음원 발표 이후 근황
이사라는 노래를 발표한 이후 약 1년 반 동안 이사를 7회 했고, 완벽한 앨범을 만들기 위해 앨범발매가 늦어지고 있다고 동료 뮤지션 랄라스윗이 벅스 라디오에서 밝혔다.